# Sinam-myeon
Sinam-myeon (koreanska: 신암면)  är en socken i Sydkorea.  Den ligger i kommunen Yesan-gun i provinsen Södra Chungcheong, i den centrala delen av landet, 90 km söder om huvudstaden Seoul.